# Салес, Фернандо
Фернандо Салес де лос Кобос (исп. Fernando Sales de los Cobos; род. 12 сентября 1977, Севилья, Испания) — испанский футболист, полузащитник.

## Карьера
Воспитанник «Бетиса», начинал карьеру в третьем и втором дивизионах Испании. Позже перешёл в «Реал Вальядолид», в составе которого и дебютировал в Ла-Лиге. Спустя четыре года, после вылета вылета «Пуселы» во второй дивизион, перешёл в «Севилье», с которой подписал пятилетний контракт.
Три раза выходил на «Петровский» в матчах Кубка УЕФА. В 2004 года «Севилья» сыграла с «Зенитом» вничью — 1:1, в 2005-м — проиграла 1:2, а в 2006-м опять разошлась миром — 1:1. Салес стал обладателем Кубка УЕФА в сезонах 2005/06 и 2006/07. В последнем сезоне также взял Кубок Испании.
13 января 2008 года на правах свободного агента перешёл в «Сельту». Уже в сентябре снова поменял клуб, подписав однолетний контракт с клубом Сегунды «Эркулес». С 2010 года Салес выступал за «Алькоркон», а в 2015 году, после года в составе «Сан-Себастьян-де-лос-Рейес», завершил карьеру.

## Достижения

### Командные
«Севилья»
- Обладатель Кубка УЕФА (2): 2005/06, 2006/07
- Обладатель Кубка Испании: Кубок Испании